# Morainvilliers
Morainvilliers est une commune du département des Yvelines, dans la région Île-de-France, en France, situé à 12 km environ à l'ouest de Saint-Germain-en-Laye.
Ses habitants sont appelés les Morainvilloi(se)s.

## Géographie
- 1Carte dynamique
- 2Carte Openstreetmap
- 3Carte topographique
- 4Carte avec les communes environnantes.

Commune rurbaine située dans la plaine de Versailles, Morainvilliers est limitrophe d'Ecquevilly à l'ouest, de Vernouillet, Chapet et Médan au nord, des Alluets-le-Roi au sud, de Villennes-sur-Seine et d'Orgeval à l'est.
La commune est traversée par la route départementale 113 (ex-nationale 13) et par l'autoroute de Normandie (A13) (sans échangeur toutefois sur le territoire communal).
Elle comporte deux zones habitées, le village de Morainvilliers au sud et le hameau de Bures au nord.
Le territoire est en partie boisé dans ses marges nord et sud (forêt des Alluets). Il est arrosé en son centre par le ru d'Orgeval qui se jette dans la Seine aux Mureaux.

### Climat
Pour des articles plus généraux, voir Climat de l'Île-de-France et Climat des Yvelines.
En 2010, le climat de la commune est de type climat océanique dégradé des plaines du Centre et du Nord, selon une étude du CNRS s'appuyant sur une série de données couvrant la période 1971-2000. En 2020, Météo-France publie une typologie des climats de la France métropolitaine dans laquelle la commune est exposée à un climat océanique et est dans la région climatique  Sud-ouest du bassin Parisien, caractérisée par une faible pluviométrie, notamment au printemps (120 à 150 mm) et un hiver froid (3,5 °C). 
Pour la période 1971-2000, la température annuelle moyenne est de 10,8 °C, avec une amplitude thermique annuelle de 14,4 °C. Le cumul annuel moyen de précipitations est de 690 mm, avec 10,5 jours de précipitations en janvier et 7,9 jours en juillet. Pour la période 1991-2020, la température moyenne annuelle observée sur la station météorologique la plus proche, située sur la commune de Maule à 6 km à vol d'oiseau, est de 11,8 °C et le cumul annuel moyen de précipitations est de 677,0 mm,. Pour l'avenir, les paramètres climatiques de la commune estimés pour 2050 selon différents scénarios d'émission de gaz à effet de serre sont consultables sur un site dédié publié par Météo-France en novembre 2022.

## Urbanisme

### Typologie
Au 1er janvier 2024, Morainvilliers est catégorisée ceinture urbaine, selon la nouvelle grille communale de densité à sept niveaux définie par l'Insee en 2022.
Elle est située hors unité urbaine. Par ailleurs la commune fait partie de l'aire d'attraction de Paris, dont elle est une commune de la couronne,. Cette aire regroupe 1 929 communes,.

## Héraldique
| Armes de Morainvilliers | Les armes de Morainvilliers se blasonnent ainsi : mi-parti, au premier d'argent aux neuf merlettes de sable posées 3-3-2-1, au second de gueules à la bordure de sable chargée de dix besants d'or ; à une croix à bras pattés d'or brochant en cœur sur la partition. Les merlettes sont de la famille de Morainvilliers, les besants d'or sont une partie des armes de la famille de Maule et la croix de l'orme représente l'unité entre Bures et Morainvilliers. |

## Toponymie
Le nom de la localité est attesté sous la forme Morenviller en 1077.
Le nom de « Morainvilliers » dérive du nom, Moreno, d'origine gauloise ou du nom germain Morannus.

## Histoire

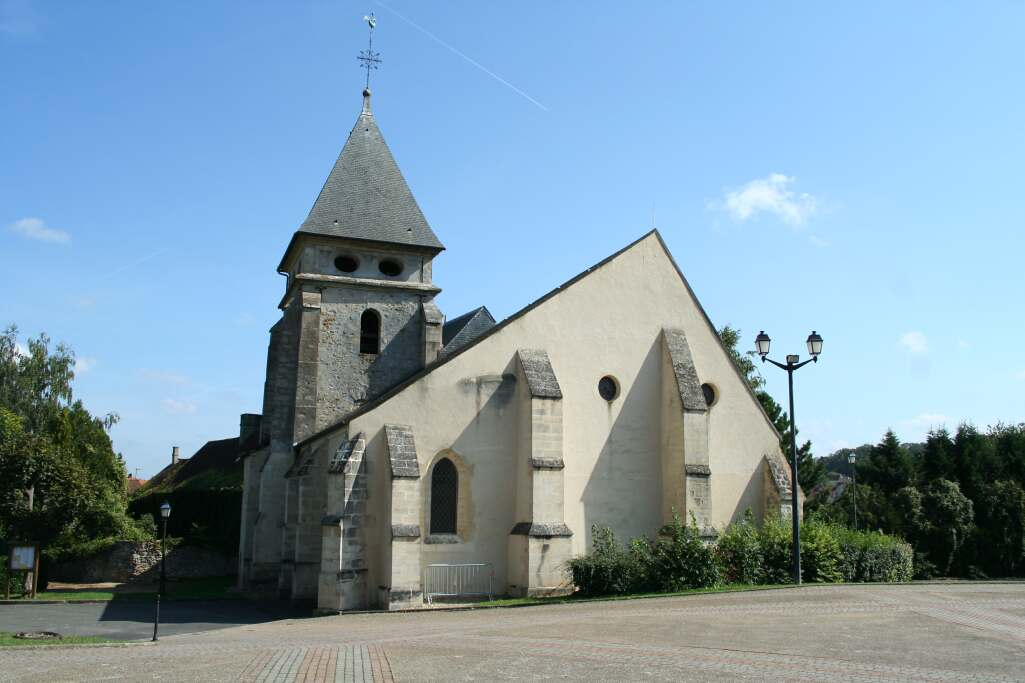
Église Saint-Léger.

La commune de Morainvilliers semble tirer son nom des petits cours d’eau qui y prennent leur source. Morainvilliers constitue à l'origine une seigneurie dont le château, situé non loin de l'église, a aujourd'hui disparu.
Une famille de Morainvillier (sans « s », pour la distinguer du village de Morainvilliers dont elle est vraisemblablement issue) est illustrée par une pierre tombale du XIIe siècle dans l'église du village. Elle a fait partie de l'entourage du roi vers la fin du XIVe siècle. Cette famille fit une alliance prestigieuse avec l'héritière des barons de Maule vers 1396. Ils furent aussi seigneurs de Mareil-sur-Mauldre et de Montainville où ils apposèrent leur blason aux clés de voûte de l'église paroissiale. Ils nouèrent de nombreuses alliances avec les familles du Pincerais. Dans l'église de Maule existe une chapelle des Morainvillier où se trouvent les dalles funéraires de Louis et Guillaume de Morainvillier. Dans l'église de Flacourt se trouve la dalle funéraire de Jacqueline de Morainvillier (1522). Le cœur de son fils, Guillaume de Morainvillier (1533), repose auprès de sa mère.

## Politique et administration

### Liste des maires
| Période                                  | Période       | Identité                 | Étiquette         | Qualité |
| ---------------------------------------- | ------------- | ------------------------ | ----------------- | --- |
| Les données manquantes sont à compléter. |               |                          |                   | |
| avril 1887                               | juillet 1895  | Eugène Hannière          |                   | |
| juillet 1895                             | novembre 1898 | Alphonse Victor Dedouvre |                   | |
| novembre 1898                            | novembre 1919 | Émile Purget             |                   | |
| novembre 1919                            | mai 1931      | Henri Alfred Pigeon      |                   | |
| mai 1931                                 | octobre 1947  | Georges Roger            |                   | |
| octobre 1947                             | avril 1959    | Désiré Combe             |                   | |
| avril 1959                               | mars 1965     | Madeleine Legrand        |                   | |
| mars 1965                                | mars 2001     | René Pic                 |                   | Maire honoraire |
| mars 2001                                | mars 2008     | Jean-Claude Renut        | DVD-UMP           | |
| mars 2008                                | En cours      | Fabienne Devèze          | UMP-LR puis MoDem | Directrice générale adjointe à la CARIF Conseillère départementale de Verneuil-sur-Seine (2021 → ) 8e vice-présidente de la CA des Deux Rives de Seine (? → 2015) 15e vice-présidente de Grand Paris Seine et Oise (2016 → ) Suppléante du député Karl Olive (2022 → ) Réélue pour le mandat 2020-2026 |

## Population et société

### Démographie

#### Évolution démographique
L'évolution du nombre d'habitants est connue à travers les recensements de la population effectués dans la commune depuis 1793. Pour les communes de moins de 10 000 habitants, une enquête de recensement portant sur toute la population est réalisée tous les cinq ans, les populations de référence des années intermédiaires étant quant à elles estimées par interpolation ou extrapolation. Pour la commune, le premier recensement exhaustif entrant dans le cadre du nouveau dispositif a été réalisé en 2008.

En 2022, la commune comptait 3 102 habitants, en évolution de +9,5 % par rapport à 2016 (Yvelines : +2,72 %, France hors Mayotte : +2,11 %).
| 1793 | 1800 | 1806 | 1821 | 1831 | 1836 | 1841 | 1846 | 1851 |
| ---- | ---- | ---- | ---- | ---- | ---- | ---- | ---- | ---- |
| 589  | 450  | 558  | 526  | 568  | 581  | 554  | 701  | 733  |

| 1856 | 1861 | 1866 | 1872 | 1876 | 1881 | 1886 | 1891 | 1896 |
| ---- | ---- | ---- | ---- | ---- | ---- | ---- | ---- | ---- |
| 677  | 689  | 690  | 673  | 620  | 618  | 641  | 606  | 581  |

| 1901 | 1906 | 1911 | 1921 | 1926 | 1931 | 1936 | 1946 | 1954 |
| ---- | ---- | ---- | ---- | ---- | ---- | ---- | ---- | ---- |
| 514  | 509  | 504  | 430  | 508  | 579  | 553  | 706  | 848  |

| 1962 | 1968  | 1975  | 1982  | 1990  | 1999  | 2006  | 2008  | 2013  |
| ---- | ----- | ----- | ----- | ----- | ----- | ----- | ----- | ----- |
| 994  | 1 019 | 1 286 | 1 428 | 1 614 | 2 193 | 2 362 | 2 412 | 2 620 |

| 2018  | 2022  | - | - | - | - | - | - | - |
| ----- | ----- | - | - | - | - | - | - | - |
| 3 027 | 3 102 | - | - | - | - | - | - | - |

#### Pyramide des âges
En 2018, le taux de personnes d'un âge inférieur à 30 ans s'élève à 36,9 %, soit en dessous de la moyenne départementale (38 %). De même, le taux de personnes d'âge supérieur à 60 ans est de 19,5 % la même année, alors qu'il est de 21,7 % au niveau départemental.
En 2018, la commune comptait 1 524 hommes pour 1 503 femmes, soit un taux de 50,35 % d'hommes, légèrement supérieur au taux départemental (48,68 %).
Les pyramides des âges de la commune et du département s'établissent comme suit.
| Hommes | Classe d’âge | Femmes |
| ------ | ------------ | ------ |
| 0,2    | 90 ou +      | 0,8    |
| 4,2    | 75-89 ans    | 5,3    |
| 13,9   | 60-74 ans    | 14,7   |
| 24,0   | 45-59 ans    | 23,2   |
| 17,8   | 30-44 ans    | 22,3   |
| 14,0   | 15-29 ans    | 10,7   |
| 25,9   | 0-14 ans     | 23,1   |

| Hommes | Classe d’âge | Femmes |
| ------ | ------------ | ------ |
| 0,6    | 90 ou +      | 1,4    |
| 6      | 75-89 ans    | 7,8    |
| 13,5   | 60-74 ans    | 14,8   |
| 20,7   | 45-59 ans    | 20,1   |
| 19,6   | 30-44 ans    | 19,9   |
| 18,5   | 15-29 ans    | 16,8   |
| 21,2   | 0-14 ans     | 19,2   |

### Personnalités liées à la commune
- Lucile Passavant (1910-2012), artiste peintre, sculpteur et graveur, vécut à Morainvilliers de 1945 à 2000.
- Marc Baumann (1921-2012), artiste peintre, vécut à Morainvilliers.
- Frédérique Hébrard (1927-2023), romancière et son époux Louis Velle (1926-2023), auteur dramatique, scénariste et comédien, demeuraient et sont décédés à Morainvilliers[19].
- Marie-Noëlle Lienemann, sénatrice de Paris, vit à Morainvilliers.
- Charles Rivkin, ambassadeur des États-Unis en France, a vécu à Morainvilliers de 2009 à 2013.
- Frédéric Mion, directeur de l'Institut d'études politiques de Paris (IEP) et ancien secrétaire général de Canal+, s'est installé dans le village en 2008.
- Nicole Le Douarin, chercheuse française spécialisée en biologie et en embryologie, vit à Morainvilliers.
- Nadine Cosentino, peintre et dessinatrice française habitant le village.

## Économie

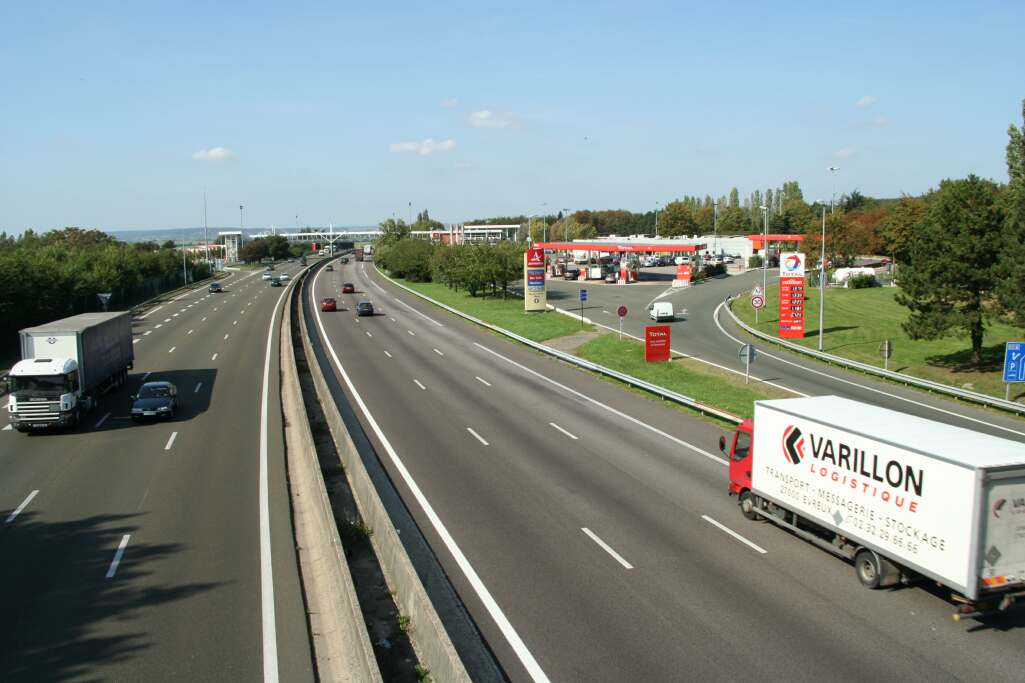
Aire de service de Morainvilliers sur l'autoroute de Normandie.

### Revenus de la population et fiscalité
En 2011, le revenu fiscal de référence par ménage et par an s'élevait à 62 490 €, ce qui plaçait Morainvilliers au 26e rang national parmi les 31 604 communes de plus de 50 ménages en métropole. Le village se distingue par le niveau de vie très élevé de ses habitants (53e niveau de vie national) et par ses prix de l'immobilier très élevés.

### Emploi et entreprises

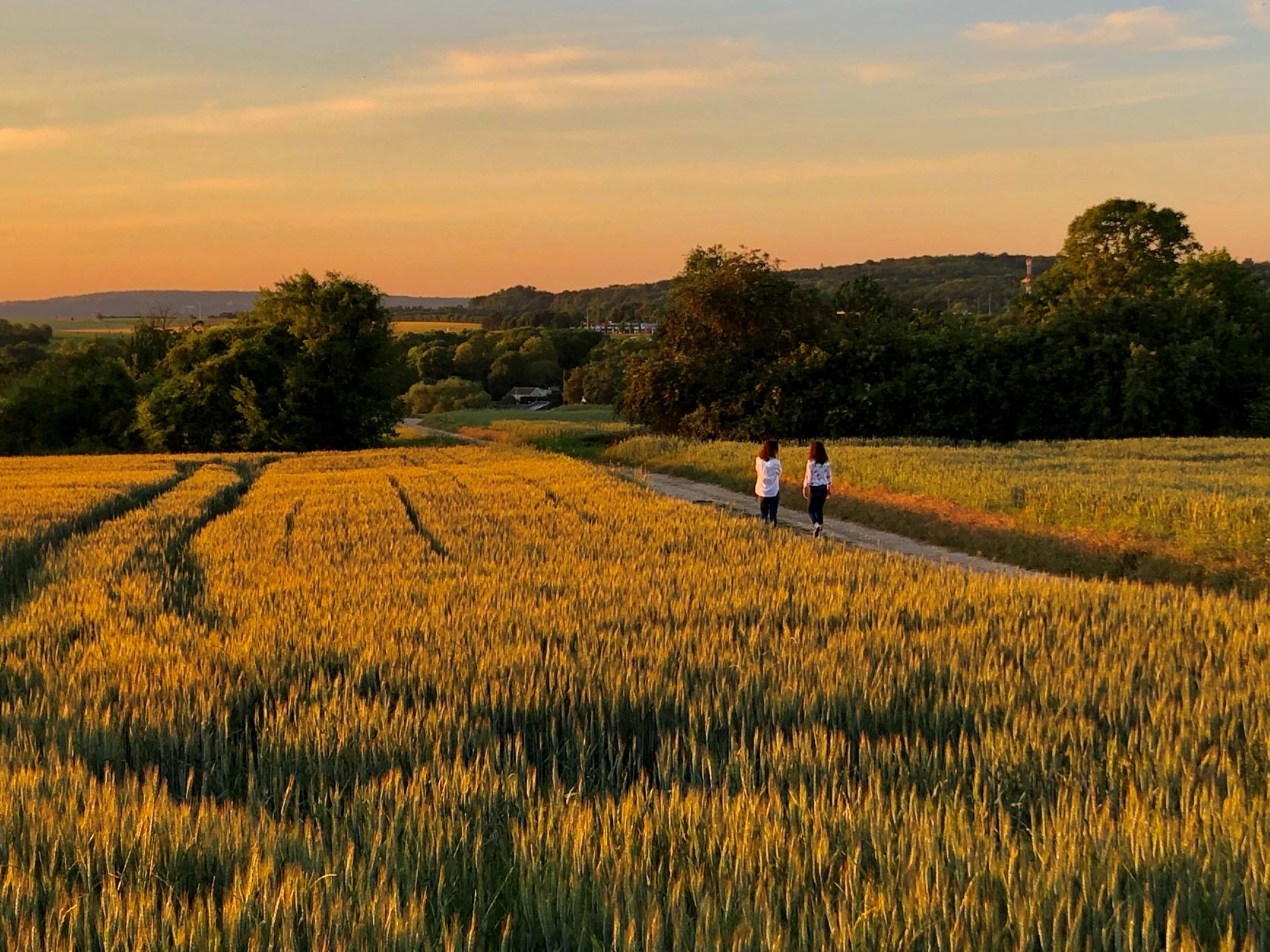
Promenade à Morainvilliers.

- Morainvilliers est une commune résidentielle recherchée des Yvelines.
- La commune fonde aussi ses revenus sur l'agriculture grâce aux champs et exploitations qui bordent la ville.
- Morainvilliers dispose d'une aire d'autoroute donnant sur l'autoroute de Normandie.

## Monuments
- Église Saint-Léger : église datant du XIIe siècle (clocher), du XVe siècle (nef, chœur, bas-côtés) et du XIXe (chapelle de la Vierge)[21].
- Église de Bures, du XIXe siècle.
- Château de Bures, du XIXe siècle, reconstruit en 1817 pour Félix Gonse, portant les armes de sa famille qui possédait déjà la propriété à la fin de l'Ancien Régime[22].
- Château du Val Joli, reconstruit par Gabrielle Elluini en 1882.
- Château de Benainvilliers, du XIXe siècle.
- Château des Quesnot, du XIXe siècle.
- Statue du Grand Walnaud, Joueur prodige et divin, du XIXe siècle.
- Mémorial de Valère, il aurait eu 18 ans aujourd'hui.